# Leo van de Ketterij
Leo van de Ketterij (Vlissingen, 14 november 1950 – aldaar, 5 juli 2021) was een Nederlands gitarist.

## Biografie
Op veertienjarige leeftijd kreeg Van de Ketterij een akoestische gitaar van zijn ouders en het jaar erna richtte hij samen met Gillis Vogel The Skyrockets op. Niet lang daarna werd The Flying Arrows opgericht, een band met Eddy van Broekhoven als zanger. In The Flying Arrows speelden onder anderen Helmy Siegers (drums), Eddy van Broekhoven (zang), Leo van de Ketterij (gitaar) en Ko Riemens (basgitaar). Verder speelde Van de Ketterij eind jaren 1960 in regionale bands zoals Flarth en Universal Delight.
In 1970-1971 speelde Van de Ketterij als gitarist in Shocking Blue, de Haagse band die wereldwijd succes oogstte met nummers als "Venus" en "Never Marry a Railroad Man". Na Shocking Blue speelde hij als gitarist in de band Minisink Townhouse. Minisink Townhouse bestond verder uit Freek Berrier (toetsen), Auke Ozinga (zang en gitaar), Cees Meerman (drums) en Mary Hehuat (basgitaar). Philips bracht een single uit van deze band, het countryrocknummer "Upstairs 52". In 1972 werd Minisink Townhouse begeleidingsband van de zanger Jody Purpora (Taxfree), in de Trident Studio te Londen nam Purpora met Minisink Townhouse het nummer "You sure look good to me" op, een compositie van Purpora en Van de Ketterij (Pink Elephant-label).
Van de Ketterij heeft daarna lang buiten Zeeland gewoond en richtte in de periode 1980-1984 de L & C Band op met zijn in 2002 overleden vrouw, zangeres Cindy Tamo. Met deze band werden voornamelijk eigen Engelstalige composities gespeeld. In 1980 verscheen de lp Optimistic Man van de L & C Band. Deze plaat werd opgenomen in de Spitsbergen-studio in Zuidbroek (Groningen). Als gastmuzikant speelde onder anderen Tom Barlage mee op deze plaat. Er was geen budget voor het maken van een opvolger.
In de periode 1985-1995 werkte Van de Ketterij als studiogitarist mee aan diverse producties.
In 1998 nam Frédérique Spigt het nummer "Mijn hart kan dat niet aan" op, een compositie van Huub van der Lubbe en Van de Ketterij. Dit liedje deed mee aan het nationale songfestival in 1998.
Van "Mijn hart kan dat niet aan" bestaat een op verzamelalbum Hier - Het beste van 20 jaar BLØF verschenen BLØF-versie, omdat aanvankelijk BLØF met dit nummer mee zou doen aan het Nationale Songfestival.
Tot 2008 was Van de Ketterij samen met dochters Lisa Jane en Julia actief in twee bands: feestband Passe Partout en coverband The Cave. Zoon Jesse van de Ketterij is een bekende naam in de dance- en housescene (Pep&Rash). Naast het spelen in diverse bands gaf Leo van de Ketterij gitaarlessen in Vlissingen.
Van de Ketterij overleed op 5 juli 2021 op zeventigjarige leeftijd aan de gevolgen van de in augustus 2020 bij hem geconstateerde alvleesklierkanker.